# Нето, Антонио Агостиньо
Анто́нио Агости́ньо Не́то (Антониу Агоштинью Нету) (порт. António Agostinho Neto, 17 сентября 1922, дер. Кашикане, провинция Бенгу(Бенго), Ангола — 10 сентября 1979, Москва) — ангольский государственный деятель, поэт, первый президент Народной Республики Ангола с 1975 по 1979 год, председатель МПЛА—Партии труда (до 1977 года Народное движение за освобождение Анголы).

## Биография
Родился в семье методистского протестантского проповедника, мать работала учительницей, что отчасти предопределило его антиколониальную позицию, так как в португальских колониях господствовал католицизм. Протестантские миссионеры имели больший авторитет среди африканцев, так как занимались физическим трудом и у них были работающие семьи. Был одним из немногих ангольцев, получивших среднее образование, учился в 1929—1933 годах в начальной школе посёлка Кашикане. С 1934 года учился в лицее Сальвадор Коррейя (Муту-йа-Кевала). В 1938 году, обучаясь на 3-м курсе лицея, получил свою первую премию по литературе.
Окончив лицей в 1944 году, работал в правительственных медицинских учреждениях (сначала в провинции Маланже, затем в провинции Бие), принимал активное участие в создании национальных культурных ассоциаций.
С 1947 года жил в Португалии. Учился на медицинском факультете Коимбрского университета. Там познакомился с женой, португалкой Марией-Эуженей да Силва (впоследствии стала ангольской детской писательницей и публицисткой), которой посвятил свои лучшие стихи. Там же познакомился с Амилкаром Кабралом, Жозе Эдуарду душ Сантушем и своим будущим политическим противником Жонасом Савимби. Участвовал в политических выступления против правящего в Португалии режима, формировании молодёжной секции нелегального Объединённого демократического движения Португалии. В 1951 году был впервые арестован за участие в сборе подписей в поддержку Всемирного конгресса сторонников мира в Стокгольме. В 1952 году арестован за политическую деятельность.
В 1953 году принял участие в IV Всемирном фестивале молодёжи и студентов в Бухаресте, и в III Всемирном конгрессе студентов в Варшаве. Стал одним из основателей Центра африканских исследований. Вступил в члены Всемирной федерации демократической молодёжи и был избран представителем ВФДМ от португальских колоний.
В начале 1950-х годов в Анголе развернулась борьба за независимость под руководством созданной, в частности, и усилиями А. Нето в декабре 1956 года организации МПЛА. За участие в национально-освободительном движении в 1955—1957 годах находился в заключении. В 1957 году решением организации Amnesty International был назван «политзаключенным года». Выйдя из тюрьмы, в 1958 году окончил обучение в Коимбрском университете и в 1959 году вернулся в Анголу. 
Во время учёбы много читал марксистской литературы. Увлекался португальскими модернистами: Жозе Режиу, Мигелом Торгой и особенно Фернандо Пессоа. Любимыми его поэтами были Жак Превер, Поль Элюар, Луи Арагон. Ценил также турецкого поэта-коммуниста Назыма Хикмета Рана. В некоторых его стихах этого периода ощущается влияние идей негритюда Леопольда Сенгора и Эме Сезера.

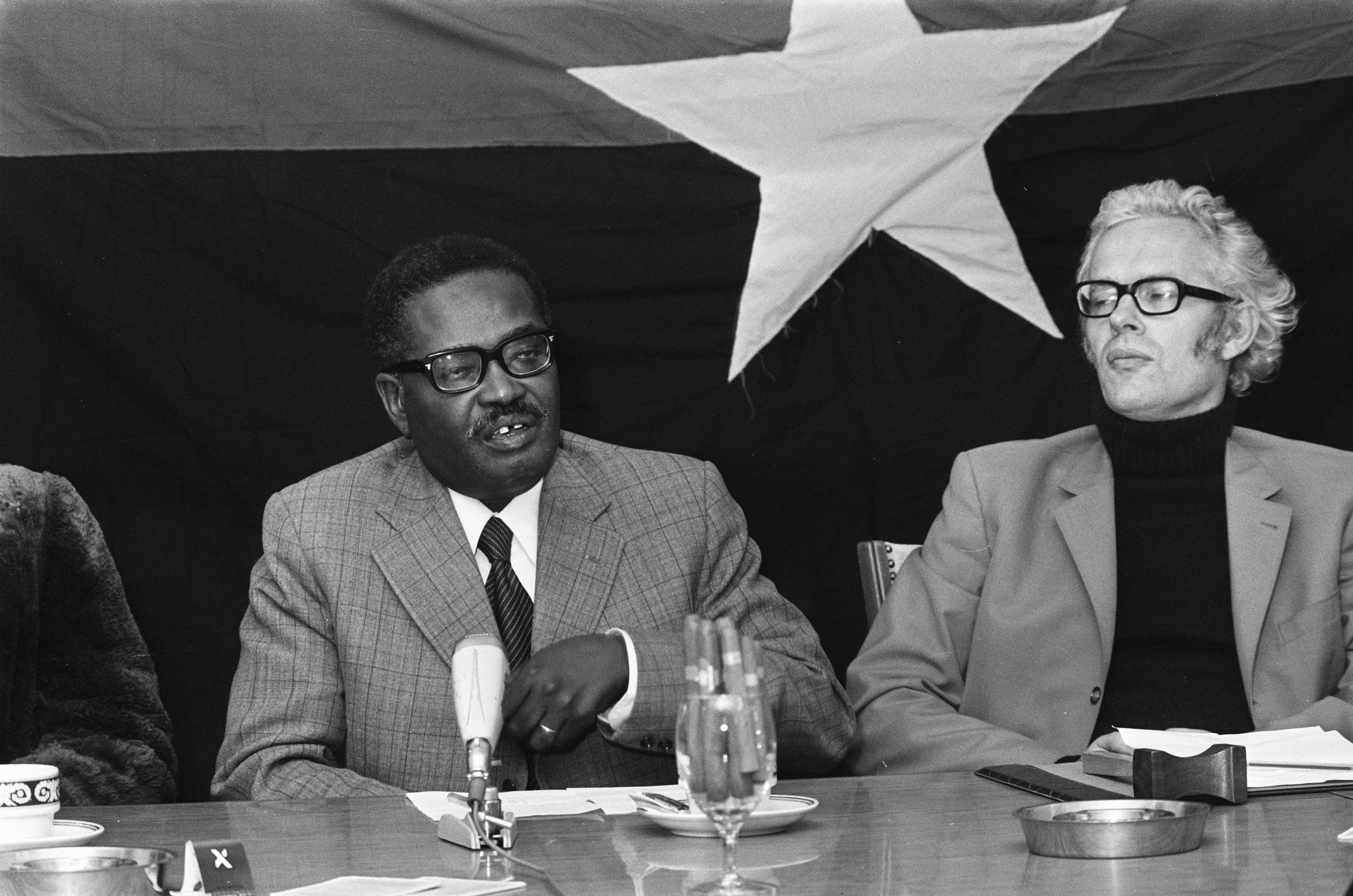
Нето и Ситсе Босгра, 1975 год

Открыл частную клинику, где брал символическую плату, а иногда не брал денег вовсе. В 1960 году был снова арестован (его забрали прямо из клиники, в ходе протестов пациентов против этого было убито свыше 30 и ранено более 200 человек) и заключён в тюрьму в Лиссабоне, позднее перемещён под домашний арест. В 1962 году совершил побег и позже перебирался в Демократическую Республику Конго. В ходе визита в США в том же году попросил поддержки в антиколониальной борьбе, в чём ему было отказано (США предпочли поддержать Холдена Роберто и его ФНЛА). В декабре 1962 года на первой национальной конференции МПЛА был избран её председателем.
Ко времени получения независимости партизанские отряды МПЛА — Народная армия освобождения Анголы (ЭПЛА) под руководством Нето контролировали заметную часть территории страны. Нето и его сторонники подавили внутреннюю оппозицию МПЛА — Восточное восстание Даниэла Чипенды, Активное восстание Марио Пинту де Андраде.
15 января 1975 года подписал с новым португальским правительством и группировками УНИТА и ФНЛА соглашение о предоставлении Анголе независимости.
После провозглашения независимости 11 ноября 1975 года стал первым президентом Анголы и объявил курс на строительство социализма. Власть сосредоточилась в руках Нето и руководства МПЛА, ключевые позиции в котором занимали Лопу ду Нашсименту, Энрике Каррейра, Лусио Лара. Были сформированы вооружённые силы ФАПЛА под командованием Каррейры, создана служба госбезопасности DISA, которую возглавили доверенные силовики Нето Луди Кисасунда и Энрике Онамбве. Бюджетную политику определял близкий к президенту министр финансов Сайди Мингаш.
Ситуация была сложная — в стране царила экономическая разруха, так как все португальские специалисты уехали или были изгнаны после провозглашения независимости, велись боевые действия против антикоммунистических группировок УНИТА (юг и центр страны) и ФНЛА (север), поддержанных США и Китаем, в страну вторглись войска Заира и армия ЮАР. В условиях наступления антиправительственных сил и армии ЮАР на Луанду обратился за военной помощью к СССР и Кубе, которые незамедлительно послали своих советников и специалистов, а Куба — воинский контингент. С их помощью в январе 1976 года была освобождена Кабинда, где действовала ещё одна антиправительственная и сепаратистская группировка Фронт за освобождение анклава Кабинда (ФЛЕК), а к марту были разгромлены ФНЛА и заирские войска, южноафриканцы также покидали территорию Анголы. УНИТА во главе с Савимби отступила в южные районы страны, ушла в джунгли и продолжила гражданскую войну.
Нето регулярно сталкивался также с оппозицией внутри правящей МПЛА. Радикальные коммунистические группы подавлялись с той же жёсткостью, что идеологические противники.

Сначала была группа, которая называлась «Комитеты наследия». Они были ликвидированы. Появились «Комитеты Амилкара Кабрала». Тоже были ликвидированы. Тогда те, кто раньше входил в эти группы, появились в «Объединении коммунистов Анголы» — и тоже были ликвидированы.

Агостиньо Нето

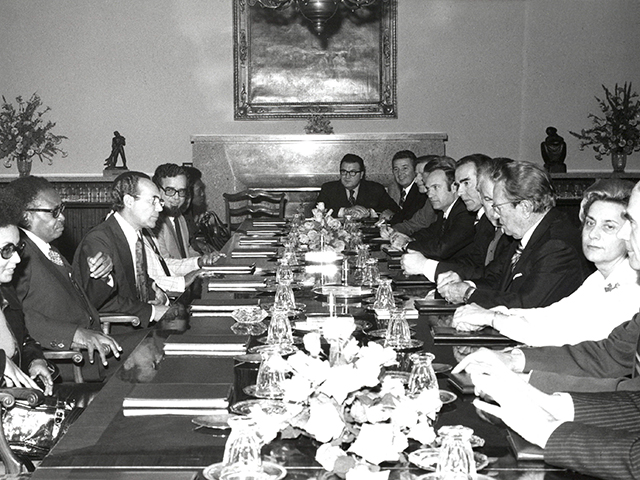
Югославско-ангольские переговоры с маршалом Тито на островах Бриони, во время визита Нето в СФРЮ в 1977 году

Ходили слухи, что левых оппозиционеров поддерживал СССР. Свои тревоги по этому поводу Нето счёл нужным высказать при личной встрече Брежневу. Встречался в качестве главы государства также с Фиделем Кастро и генсеком ООН Куртом Вальдхаймом. Имел личные дружеские отношения с Че Геварой и Иосипом Броз Тито. Титовская Югославия, так же, как и Куба и СССР, оказала существенную помощь МПЛА при приходе к власти.
27 мая 1977 года против правительства Нето была предпринята попытка государственного переворота, возглавляемая ортодоксальными коммунистами Ниту Алвишем, Жозе Ван Дуненом, Жакобом Каэтану. Были взяты в заложники и убиты несколько видных деятелей из окружения Нето, в том числе Сайди Мингаш. Через несколько часов мятеж «фракционеров» был подавлен с решающей помощью кубинских войск. В ходе последовавшей партийной чистки и массовых репрессий DISA погибли тысячи ангольцев.

### Уход из жизни и память

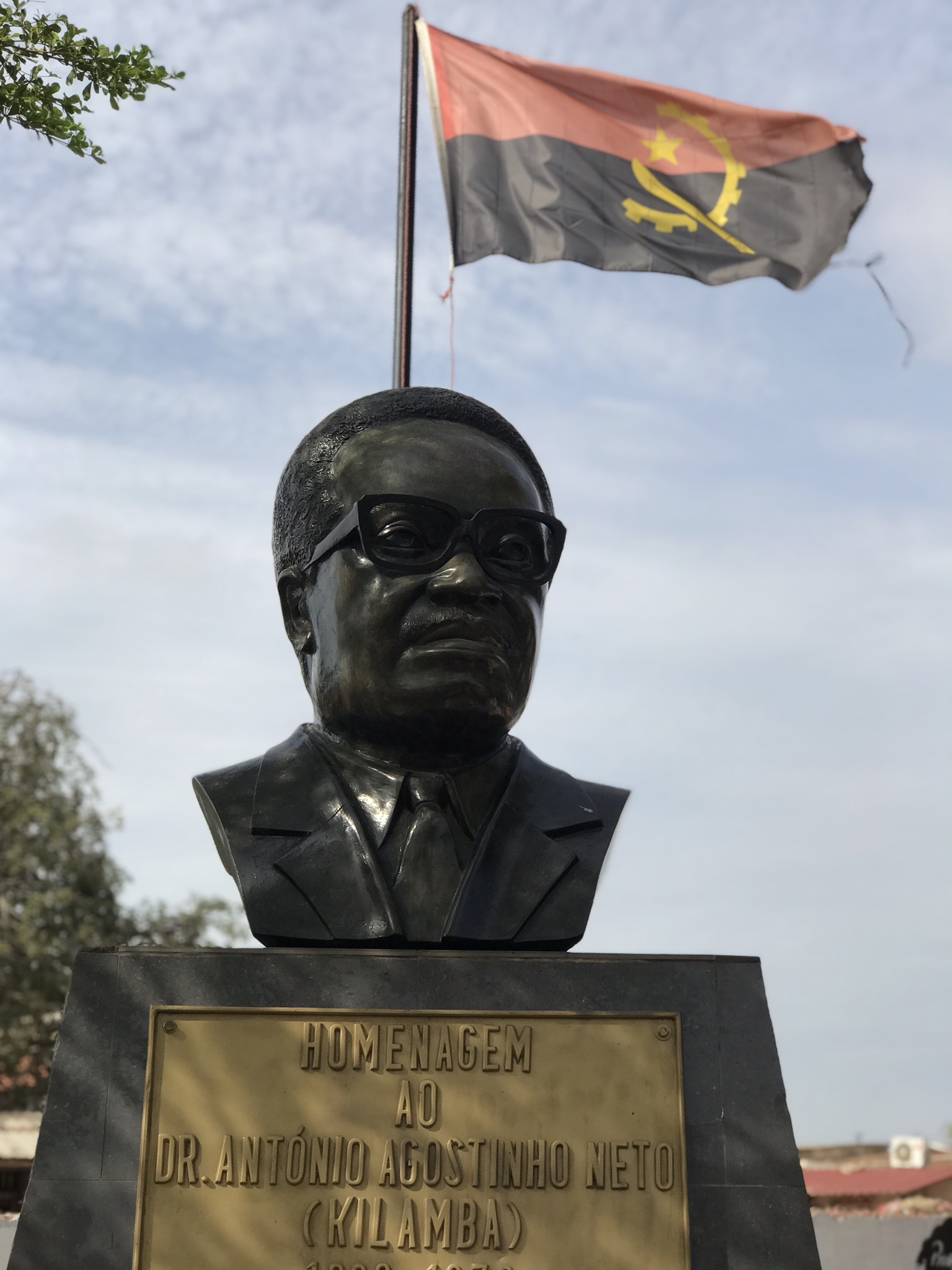
Бюст Нето

Умер в Москве 10 сентября 1979 года после онкологической операции. Был похоронен в Луанде в специально сооружённом мавзолее (в 1992 г. по просьбе семьи перезахоронен).
День рождения Нето отмечается в Анголе как праздник — День Национального Героя.
Нигерийский писатель Чинуа Ачебе посвятил ангольскому лидеру стихотворение «Агостиньо Нето».

Национальный университет Анголы и Центральный госпиталь Кабо-Верде носят его имя.

В СССР и России его имя носил теплоход-ролкер Черноморского флота в 1980—2003 гг.

## Литературная деятельность
Стихи начал писать в 1947 году. Поэтические сборники «Стихи» (1961, на португальском языке), «С сухими глазами» (на итальянском языке, 1963; на сербскохорватском (сборник «Священная надежда»), сборники на русском и китайском языках, 1968; на португальском языке, 1969) насыщены революционной патетикой.
В СССР были известны его сборники «С сухими глазами» (1970) и «Священная надежда» (1981).

## В бонистике
- Изображён на всех банкнотах Анголы регулярных выпусков 1976 и 1979 годов.
- Двойной портрет А. Нето и Ж. Э. душ Сантуша помещён на все банкноты Анголы регулярных выпусков с 1984 по 2012 годы.

## В филателии

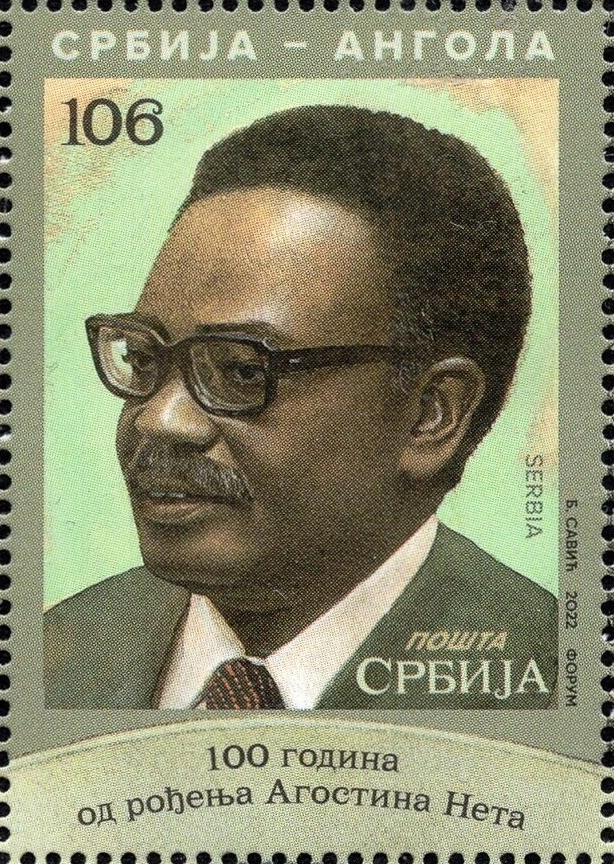
100 лет со дня рождения А. Нето, Почта Сербии, 2022

В 2022 году Почта Сербии выпустила почтовую марку, посвящённую столетию со дня рождения А. Нето.

## Награды
- Звание Национального Героя (присвоено первым съездом МПЛА-ПТ в 1977 году)
- Орден сподвижников О. Р. Тамбо (ЮАР)[12]
- Медаль Тодора Живкова (Болгария)[12]
- Димитровская премия (Болгария)[12]
- Орден Амилкара Кабрала 1 класса (Кабо-Верде)[12]
- Национальный орден «Плайя-Хирон» (Куба, 07.1976)[12]
- Национальный орден Гвинеи[12]
- Медаль Амилкара Кабрала (Гвинея-Бисау)[12]
- Орден Югославской большой звезды (Югославия)[12]
- Великий командор ордена Вельвичия (Намибия)[12]
- Большой крест ордена «За заслуги» (Польша)[12]
- Орден Ленина (СССР)[12]
- Международная Ленинская премия «За укрепление мира между народами» (СССР, 1977)[12][13]
- Королевский орден Munhumutapa Великого Зимбабве[12]
- Золотая медаль Всемирного Совета Мира имени Фредерика Жолио-Кюри[12]
- Премия «Лотос» Ассоциации писателей стран Азии и Африки (1970)[12]